# 神召神學院
神召神學院（Ecclesia Theological Seminary），位於香港屯門屯富路22號，始創於1947年的廣州怡樂村，由加拿大神召會宣教士馬理信（J. Elmor Morrison）所創立。

## 簡史

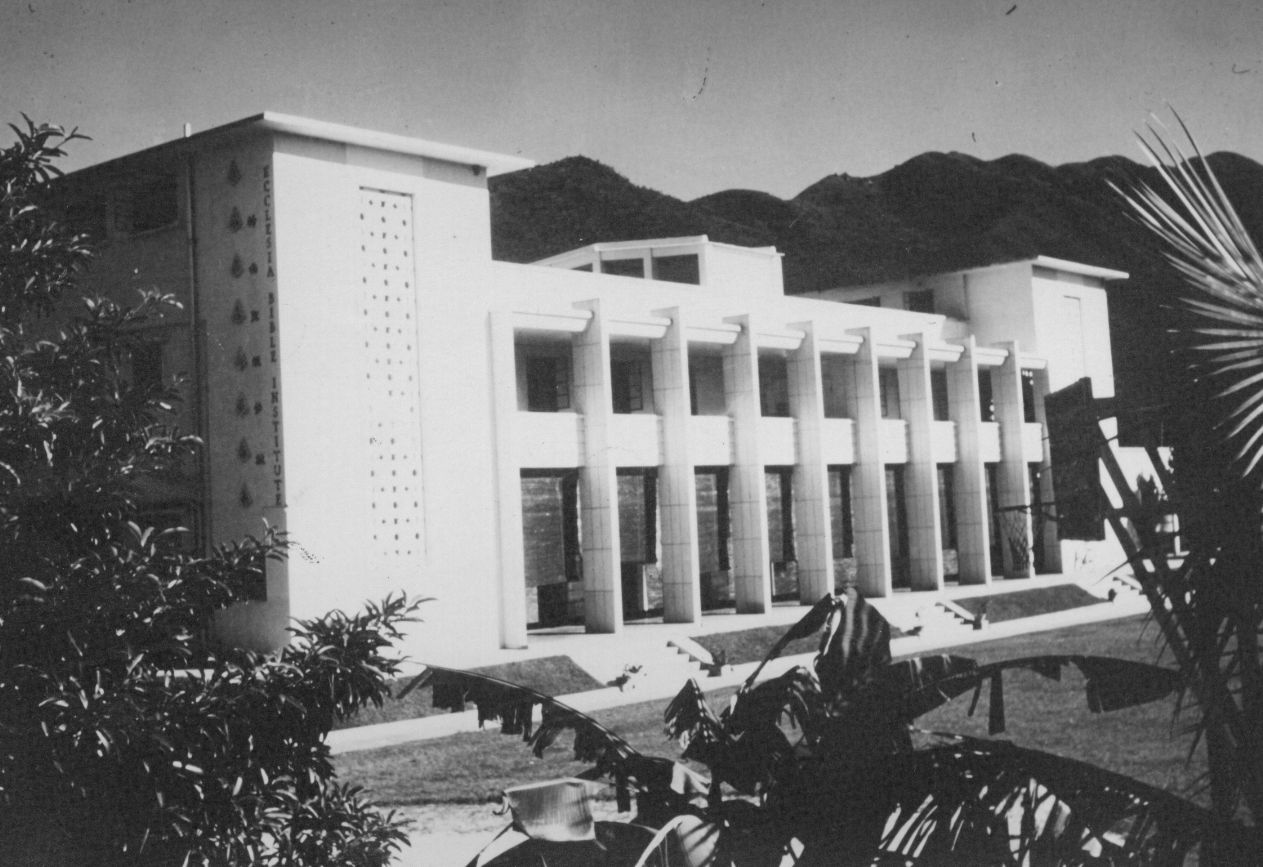
神召聖經學院（1954年沙田舊址，目前由恆隆集團持有，用作由香港召會成立的「香港聖經研習中心」，將來擬發展為兩幢住宅）

香港神召神學院前身為基督教加拿大神召會來華宣教士馬理信牧師（Rev. J. Elmor Morrison）於1947年在廣州怡樂村建立的「神召聖經學院」（Ecclesia Bible Institute），1950年代初遷移香港，1953年在沙田購地興建院舍，翌年落成啟用。
1983年將三年制的聖經學校改為四年制的神學院，提供學位課程，同時易名「神召神學院」（Ecclesia Bible College）。2002年，原有校址由恆隆集團收購，而恆隆為此院建造現時在屯門虎地的新院址作交換。自1997年開始，學院陸續開辦碩士課程，並於2006年開辦教牧學博士課程。隨著學制的發展，學院於2015年將英文校名改為，中文校名保留不變。

## 發展
自從1997年開始，香港神召神學院成為亞太神學協會 （页面存档备份，存于）（APTA）的檢定學院，神學院提供五旬節信仰神學訓練。

過去神學院隸屬美國及加拿大兩神召總會，後兩差會決定將學院及業權轉送本地教會。2001年1月「神召事工有限公司 （页面存档备份，存于）」（Ecclesia Ministries Limited）成立，正式由兩差會手中接管學院的業權及管理權。

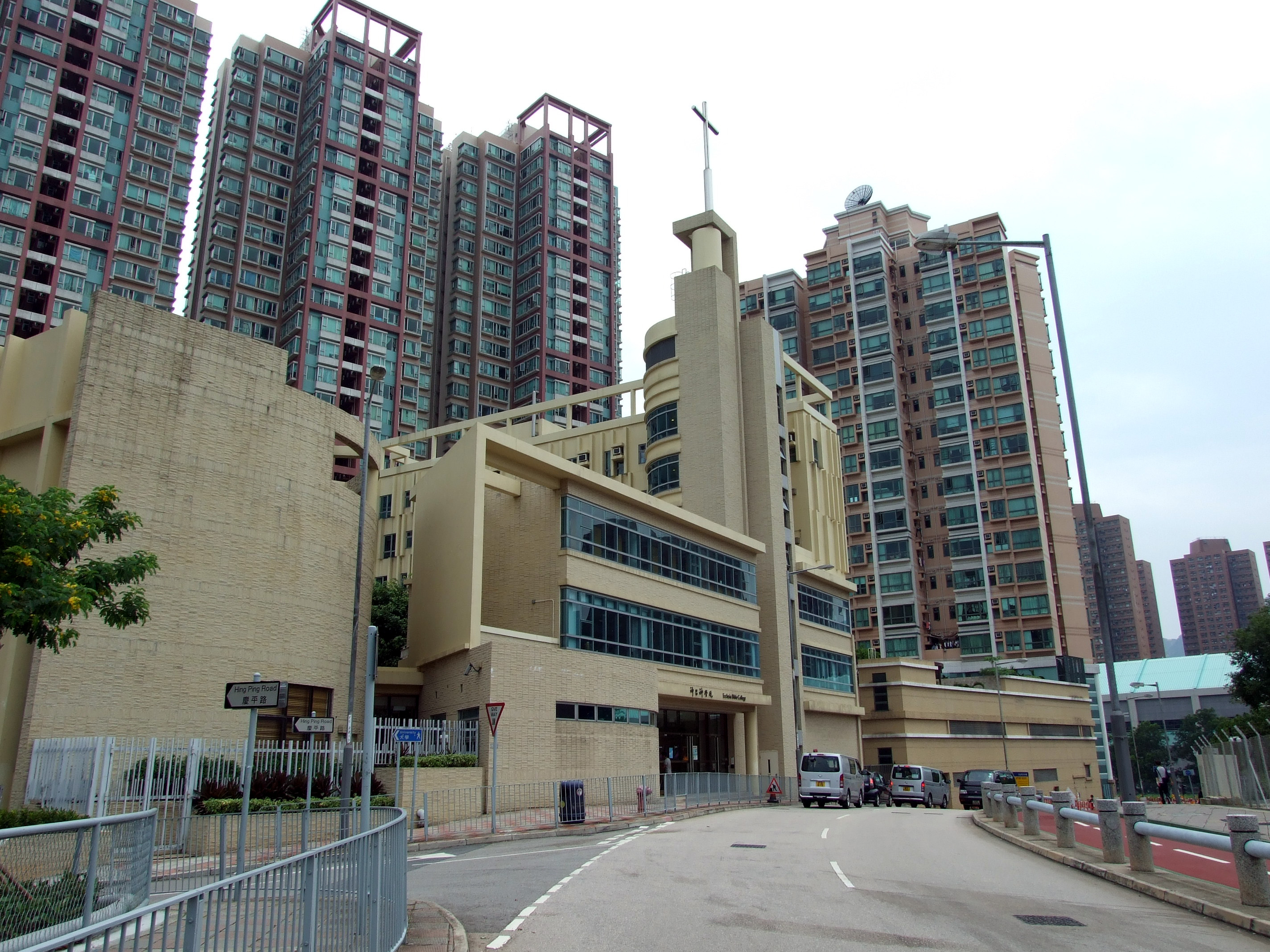
神召神學院屯門新校

此後，學院陸續開展各類神學訓練課程，計有基督教事工副學士（A.C.M.）、神學士（B.Th.）、基督教事工碩士（M.C.M.）、道學碩士（M.Div.）、教牧學碩士（M.M.）和教牧學博士（D.Min.）等課程，並提供網上遙距神學課程。

## 現況
香港神召神學院的屯門新校座落香港屯門屯富路22號，毗鄰兆康站及屯門公路，除設有禮堂、課室、飯堂和宿舍外、亦設有浸禮池和多功能錄音室。二樓全層為圖書館，藏書超過25,000冊，中、英書籍各半，內設五旬宗資源中心。

## 學術認可
香港神召神學院為亞太神學協會的檢定學院。而亞太神學協會乃世界五旬宗神學教育聯盟（页面存档备份，存于）（WAPTE）的成員。

## 外部連結
- 神召神學院 （页面存档备份，存于）
- 神召事工有限工司 （页面存档备份，存于）
- Asia Pacific Theological Association （页面存档备份，存于）
- Assemblies of God, U.S.A. （页面存档备份，存于）
- Pentecostal Assemblies of Canada  （页面存档备份，存于）